# Gard
Pour l’article ayant un titre homophone, voir Gare.
Pour les articles homonymes, voir Gard (homonymie).
Le Gard (/ɡaʁ/) est un département français situé dans la région Occitanie (anciennement en Languedoc-Roussillon). Il tient son nom de la rivière le Gard (Gard en occitan), localement appelé le Gardon, qui le traverse. L'Institut national de la statistique et des études économiques (INSEE) et La Poste lui attribuent le code 30. Sa préfecture est Nîmes.
Le Gard fait partie du Grand Sud-Est français.

## Géographie

Paysages du Gard :
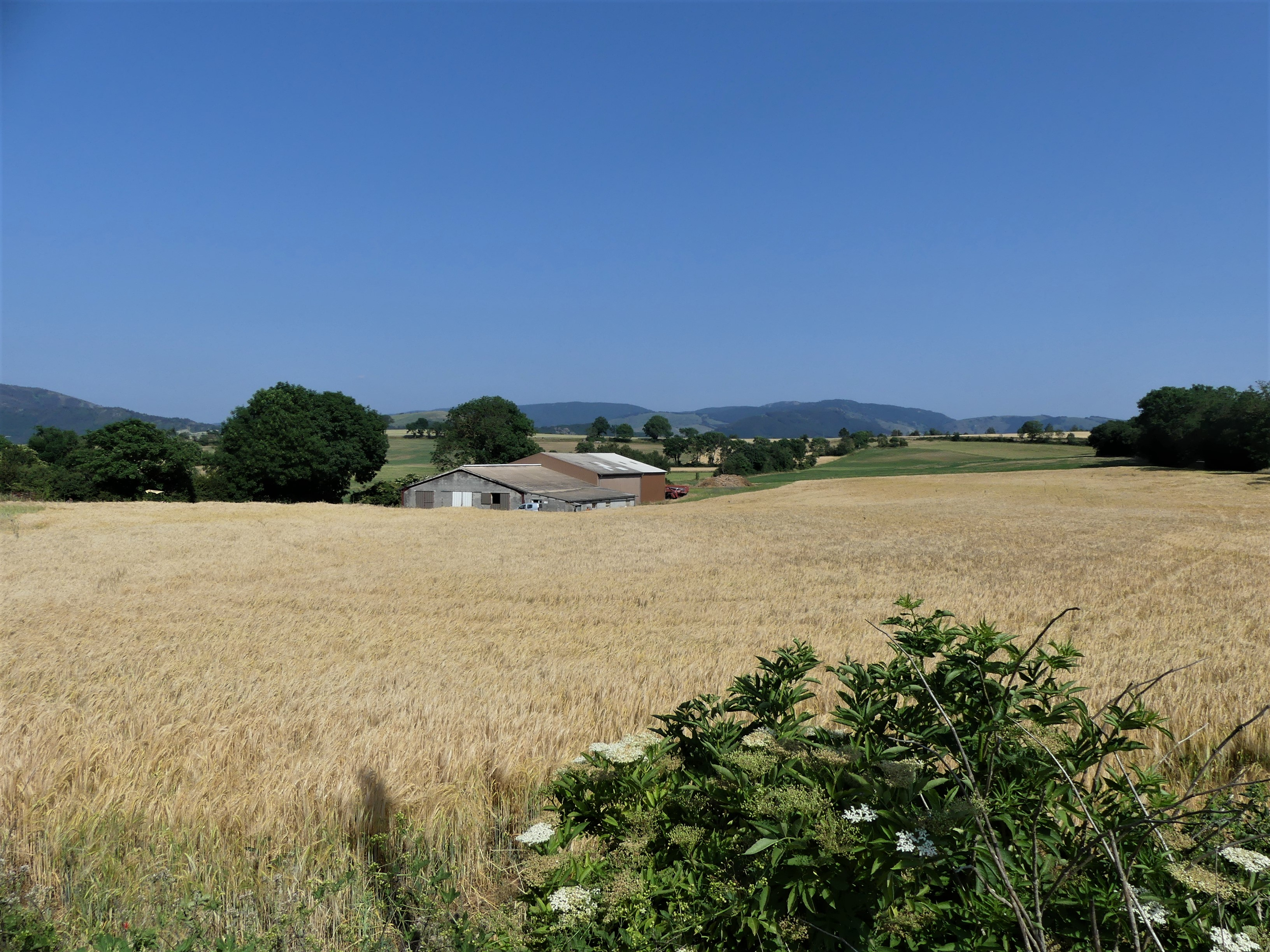
Causse-Bégon à l'ouest.
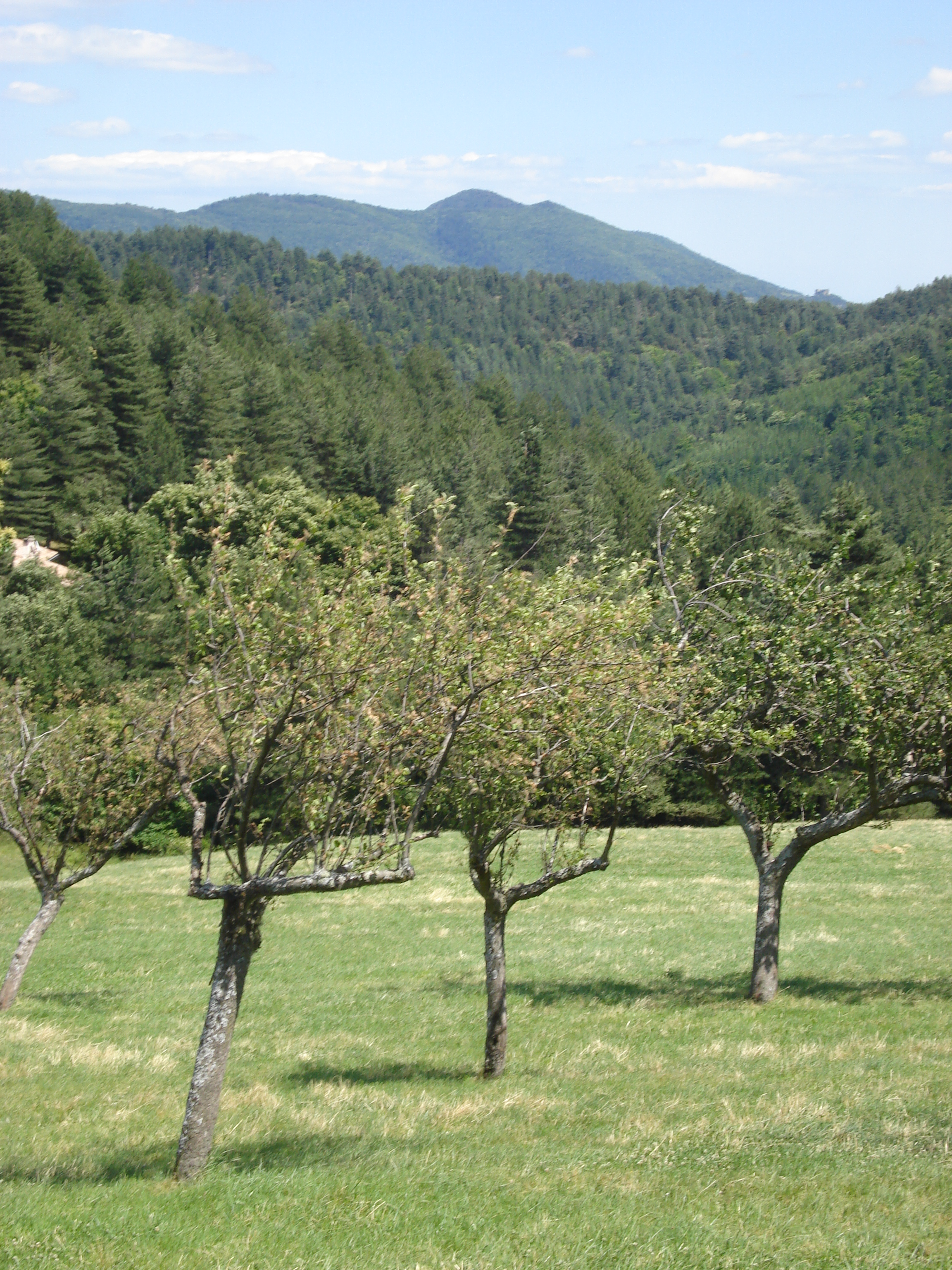
Concoules au nord.
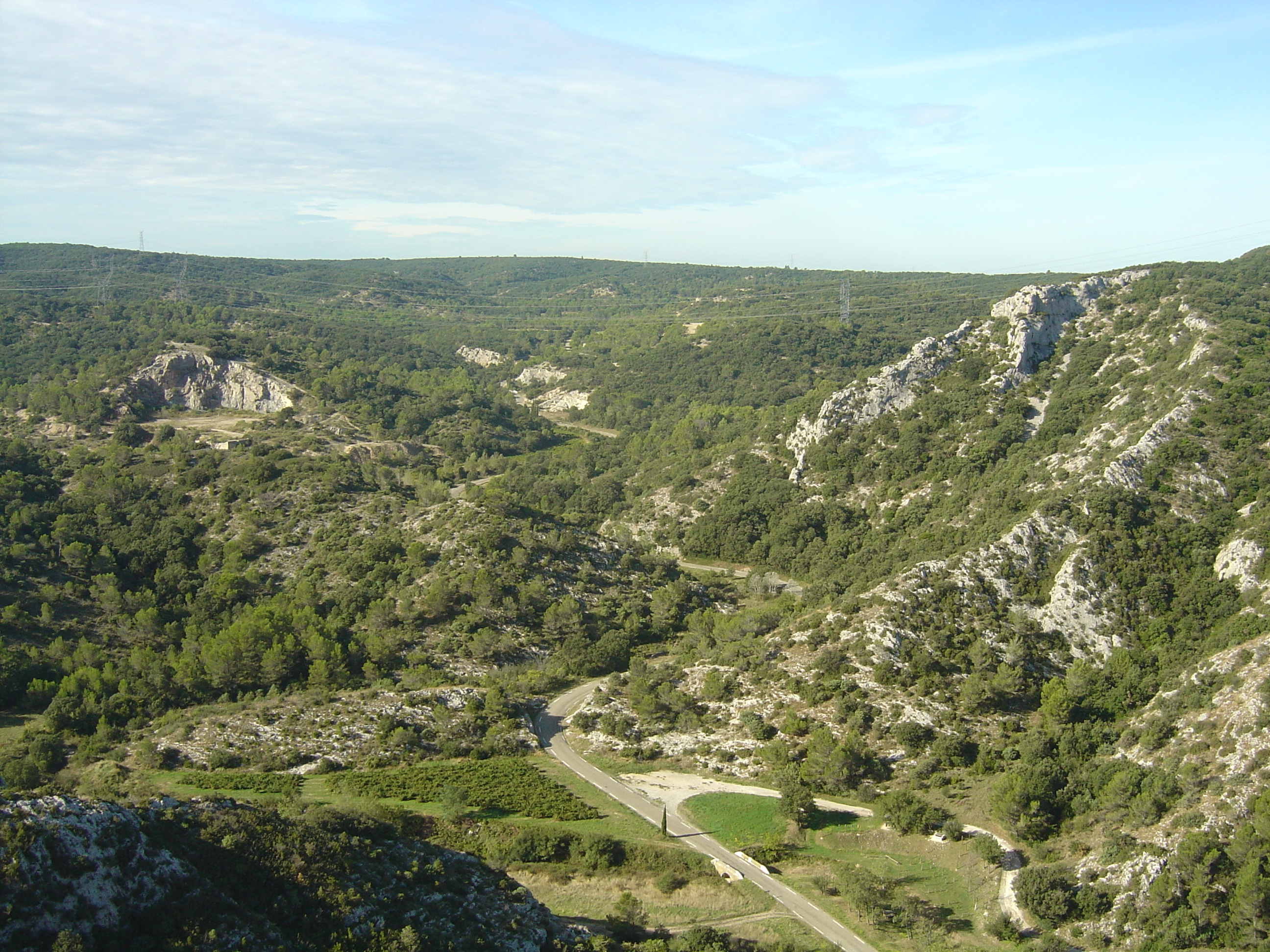
Pouzilhac à l'est.
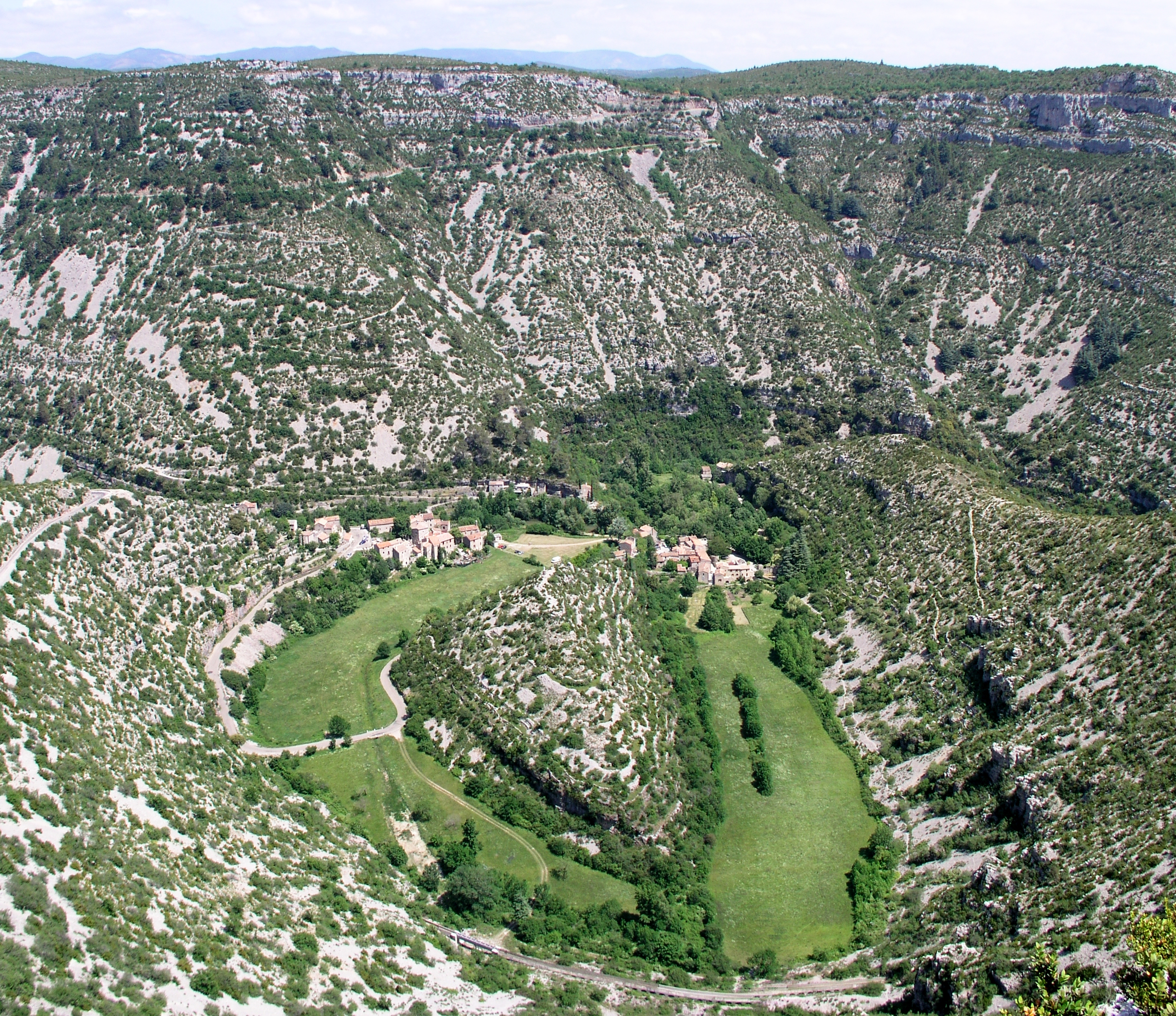
Cirque de Navacelles à la limite avec l'Hérault.

### Situation
Le Gard fait partie de la région Occitanie qui a intégré l'ancienne région du Languedoc-Roussillon.
Départements limitrophes : Bouches-du-Rhône, Ardèche, Vaucluse, Hérault, Aveyron, Lozère.
Son point culminant est le mont Aigoual dans les Cévennes à 1 565 m d'altitude.
Points extrêmes du département du Gard :
- Nord : Malons-et-Elze
- Sud : Le Grau-du-Roi
- Est : Villeneuve-lès-Avignon
- Ouest : Revens

Population
- Commune la plus peuplée : Nîmes (150 444 habitants en 2022)
- Commune la moins peuplée : Causse-Bégon (25 habitants en 2022)

Superficie
- Commune la plus étendue : Nîmes (16 185 hectares)
- Commune la moins étendue : Massanes (164 hectares)

### Classement
Liste des communes les plus étendues du département :
- Nîmes (16 185 hectares)
- Saint-Gilles (15 373 hectares)
- Vauvert (10 986 hectares)
- Val-d'Aigoual (9 484 hectares)
- Saint-Laurent-d'Aigouze (8 981 hectares)
- Beaucaire (8 652 hectares)
- Lanuéjols (6 243 hectares)
- Dourbies (6 088 hectares)
- Aigues-Mortes (5 778 hectares)
- Le Grau-du-Roi (5 473 hectares)
- Saint-André-de-Valborgne (4 871 hectares)
- Lussan (4 692 hectares)

### Géologie
Le département possède une grande variété géologique qui a structuré ses paysages et qui est à l'origine d'une importante palette d'activités liées à son sol et à son sous-sol : ressources minières (or, argent, plomb, zinc, antimoine, fer, charbon, lignite, asphalte, uranium), ressources minérales (pierre à chaux ou à ciment, pierre de taille ou marbrière, ocres, craie de tailleur, argiles, sel marin ou sel gemme, sources minérales ou thermales).
Sur le plan géologique, le sous-sol est constitué de formations allant de l'antécambrien au quaternaire récent. Il se divise en quatre grandes zones :
- la zone cévenole au nord-ouest,
- les Garrigues au centre,
- les Costières au sud-est,
- le « bas-pays », constitué par la plaine rhodanienne, la plaine littorale et la Petite Camargue[1].

### Climat
Le climat du Gard est de type méditerranéen.
Lors de la canicule de juin 2019, le 28 juin 2019, alors que le département était placé en alerte rouge par Météo France, un record  de 45,9 °C a été enregistré dans la commune de Gallargues-le-Montueux. Le précédent record de ce département datait du 12 août 2003, avec 44,1 °C à Saint-Christol-lès-Alès et Conqueyrac. Le record national revenant finalement ce même jour à la commune de Vérargues (Hérault), à quelques kilomètres de Gallargues, avec 46 °C. 

## Histoire

Carte du Gard (1790)

Le département a été créé à la Révolution française, le 4 mars 1790 en application de la loi du 22 décembre 1789, à partir d'une partie de l'ancienne province de Languedoc.
L'affirmation selon laquelle  le canton de Ganges « initialement et logiquement attribué au Gard », aurait été échangé avec celui d'Aigues-Mortes attribué à l'Hérault " afin que le département possède un débouché sur le golfe du Lion " n'a jamais pu être vérifiée, notamment aux archives départementales du Gard et de l'Hérault. De plus, Ganges a toujours appartenu au diocèse de Montpellier, Aigues Mortes à celui de Nîmes et de sa sénéchaussée. Cette déclaration voit le jour pour la première fois dans l'ouvrage de Pierre Gorlier " Le Vigan au cours des siècles, histoire d'une cité languedocienne " publié en 1955. La confusion semble plutôt venir des années 1830 alors que Ganges, pour des raisons de « commodités », demande à être rattachée au Gard mais cette proposition est rejetée. Lors du découpage des départements, les diocèses d'Alès et d'Uzès furent amputés d'une petite partie, autour des Vans, qui fut rattachée au sud de l'Ardèche, tout comme Meyrueis au nord du massif de l'Aigoual se retrouva en Lozère. Marsillargues, proche de Lunel mais comprise dans le diocèse de Nîmes, passa dans l'Hérault alors que Beaucaire et la Terre d'Argence, suffrageant d'Arles, revint au Gard.
Le département du Gard est riche culturellement.
S'il a au travers de l'histoire toujours fait partie du Languedoc, la Provence a aussi influencé sa culture dans sa partie Est.

### XIIIe–Iersiècleav. J.-C.
Ce pays fut, dit-on, occupé primitivement par les Ibères. Ceux-ci furent chassés par le peuple celte des Volques qui prirent, en s'établissant dans cette contrée, le surnom d'Arécomiques, c'est-à-dire Volques du pays plat, pour se distinguer des Volques Tectosages, qui occupaient les montagnes du côté de Toulouse. La civilisation orientale fut apportée sur ces rivages par les Phéniciens, qui, du XIIIe au XIe siècle av. J.-C., y fondèrent de nombreux comptoirs ; par les Rhodiens, qui, vers - 900, fondèrent Rhoda à l'embouchure du Rhône ; enfin, par les Phocéens, fondateurs de Marseille. On se rappelle les expéditions lointaines auxquelles s'associèrent les Arécomiques, sous Sigovèse, Bellovèse, Brennus. Entraînés sans doute par les Massaliotes dans le parti de Rome, les Arécomiques s'opposèrent au passage d'Hannibal (ou Annibal) et tentèrent de l'arrêter sur les bords du Rhône. Il les vainquit et passa (- 218). Vers - 154, les Arvernes soumirent tout le pays des Arécomiques ; mais leur séjour fut de peu de durée, et déjà ils avaient disparu quand les Romains se montrèrent.
L'influence de Marseille décida les Arécomiques à se soumettre volontairement (- 121) au proconsul En. Domitius ; en récompense, le sénat permit à Nîmes et aux vingt-quatre bourgs placés dans sa dépendance de conserver leurs lois, leur religion et leurs usages. Rome trouva depuis dans les Arécomiques des sujets toujours fidèles et toujours étrangers aux mouvements qui agitèrent la Gaule. Quelques années après, les Cimbres et les Teutons traversèrent, avec l'impétuosité et les ravages d'une tempête, tout le pays entre le Rhône, les Cévennes et les Pyrénées, et fondirent sur l'Espagne pour revenir ensuite se faire battre par Marius.
L'attachement que les Arécomiques vouèrent dès lors au vainqueur des barbares du Nord et à son héritier Sertorius leur valut la haine de Sylla et de Pompée, qui donna une partie de leurs terres aux Marseillais. Par la même raison, ils furent favorablement traités par Jules César et par Auguste. Leur pays fut compris dans la Narbonnaise, plus tard, dans la Narbonnaise première, et se couvrit de monuments romains qui font du Gard le département le plus riche en antiquités de cette époque.

### IVe–VIIIesiècles
Les invasions barbares, arrêtées depuis Marius par la puissance romaine, recommencèrent en 407. Crocus, roi des Vandales, dévasta la Narbonnaise et renversa plusieurs monuments romains. Il fut vaincu par le second Marius. Aux Vandales succédèrent les Wisigoths auxquels fut soumis le pays de Nîmes. Clovis le leur enleva un instant. Mais la victoire d'Ibbas, général ostrogoth, le leur rendit, et leur domination n'y fut plus troublée que par la révolte du duc Paul sous Wamba (672).
En 720, les Sarrasins, sous l'émir Zama, se répandent jusqu'au Rhône ; ils sont vaincus deux ans après par Eudes. Iousouf prend le même chemin en 737 ; Charles Martel le bat à son tour. Pour la troisième fois le pays de Nîmes est envahi par les Sarrasins en 752 ; mais il se révolte, forme une ligue et chasse les étrangers. Le chef qui avait été porté à la tête de cette sorte de république, Ansemond, ne se sentant pas assez de forces pour résister longtemps aux Maures, se mit sous la protection de Pépin le Bref et lui livra Nîmes en 752. Pépin donna le gouvernement de Nîmes et d'Uzès à Radulfe, qui fut le premier comte (753).

### Moyen Âge

Blason du Gard
(non officiel. Proposition de R. Louis).

Les comtes de Nîmes devinrent héréditaires après Charlemagne, dans ces temps de trouble où les Normands se rendirent si redoutables. Ces pirates débarquèrent en 858 dans la contrée qui nous occupe ; les Hongrois y parurent à leur tour en 924 et y commirent d'affreux ravages. Mais bientôt le Nemosez eut des seigneurs capables de le défendre ; ce fut en 956, lorsque l'héritière Cécile épousa Bernard II, vicomte d'Albi, dont les descendants, devenus maîtres de Béziers et de Carcassonne, furent si puissants et si célèbres sous le nom de Trencavel. La vicomté de Nîmes fut pourtant détachée des domaines des Trencavel, en 1130, pour devenir l'apanage de Bernard, fils cadet de Bernard-Athon IV. Elle fut vendue dans le même siècle (1185) par Bernard-Athon VI à Raymond V, comte de Toulouse, déjà maître de cette partie de la contrée que l'on appelait le comté de Saint-Gilles. Au commencement du siècle suivant, Simon de Montfort se la fit adjuger, et son successeur la remit à saint Louis, qui la réunit enfin à la couronne de France. Depuis ce temps, le Nemosez, directement soumis aux officiers royaux, n'a plus changé de maîtres.
Le fief d'Alais (Alès) appartenait, au Moyen Âge, à la maison de Pelet, descendante des anciens comtes de Melgueil, qui avaient eux-mêmes pour auteurs les premiers vicomtes de Narbonne. Les Pelet, qui ont toujours réclamé en vain le comté de Melgueil et la vicomté de Narbonne, furent même obligés de se contenter de la moitié d'Alais lorsque Simon de Montfort se fut emparé de l'autre. Ils gardèrent cette moitié, sous le titre de baronnie, jusqu'au milieu du XVIIe siècle. L'autre moitié, devenue partie du domaine de la couronne par la cession d'Amaury de Montfort, fut érigée en comté et passa successivement par mariage ou par vente aux Beaufort, aux Montmorency et aux Conti.
La vicomté d'Uzès, au commencement du XVIe siècle, fut acquise par un mariage au baron de Crussol ; le petit-fils de ce seigneur la fit ériger en duché (1556), puis en pairie, et, au XVIIIe siècle, le duc d'Uzès était déjà le plus ancien pair du royaume, toutes les autres pairies s'étant éteintes auparavant.

### XVIe–XIXesiècles
Au XVIe siècle et au XVIIe siècle, les diocèses de Nîmes, d'Alais et d'Uzès furent agités par les guerres religieuses. Bien que sans cesse persécutés (dès 1660 avec les dragonnades), les protestants y étaient très nombreux, quand la révocation de l'édit de Nantes (18 octobre 1685) vint les frapper d'une proscription générale. Alors, en effet, on leur envoya des missionnaires et des soldats, qui en convertirent quelques-uns ; mais le plus grand nombre aima mieux s'expatrier ou souffrir pour ses croyances.
Ce n'était que temples renversés, pasteurs mis à mort ou envoyés aux galères, vieillards, femmes, enfants jetés en prison (comme à la tour de Constance à Aigues-Mortes où cette protestante avait gravé sur les murs Résistez !). Beaucoup se réfugièrent dans les Cévennes au nord du département ; mais, là encore, l'inquisition les poursuivit, et des milliers y périrent sur le bûcher ou sur la roue. Désespérés, quelques montagnards cévenols s'armèrent, les uns de faux, les autres de fourches, d'autres d'épées ou de fusils ; et, des montagnes du Gard, de la Lozère et du Vivarais, la révolte se propagea dans le pays d'Alais. Ainsi commença la guerre des Camisards (1702).
Les camisards assassinent les prêtres et incendient les églises catholiques. À Fraissinet-de-Fourques, 40 femmes et enfants de miliciens catholiques sont massacrés par les camisards de Castanet, le 21 février 1703.
On sait que cette guerre dura trois ans. Mais la répression dura jusqu'à 1744, voire 1787 (date de l'édit de Tolérance) et même la Révolution française (1789) avec la déclaration des droits et son article sur la liberté de religion (rédigé par un Gardois protestant). Les Camisards marchaient jour et nuit, et par bandes ; ils appelaient frères leurs chefs. Jean Cavalier, qui commandait les bandes de la plaine ou du pays d'Alais, était un garçon boucher à peine âgé de vingt ans. Ardent et courageux, il passait pour un prophète et avait sur ses compagnons un pouvoir absolu. Il eut à combattre le maréchal de Montrevel, ce qu'il fit avec succès ; mais il se rendit à Villars. On dit que le grand roi s'étant fait présenter, le jeune héros, à la vue de son air chétif et de sa petite taille, il haussa les épaules et lui tourna le dos.
Après ces sanglantes guerres, le pays de Nîmes, d'Alais et d'Uzès jouit d'un long repos ; le temps du "prophétisme" en tous genres est venu animer par les idées des Lumières, il a même conduit à la création d'une communauté quaker dans le village de Congénies. Des communautés méthodistes vont également se développer à partir des années 1820…
Mais la Révolution vint réveiller les anciennes passions : l'histoire du département compte à cette époque de tristes pages…
À la Renaissance, et surtout aux XVIIIe et XIXe siècles, le Gard connaît un impressionnant essor. Notamment, de grandes manufactures de tissus se développent notamment en Cévennes — ainsi, et ce n'est pas une légende, les premiers jeans (Levi's) furent réalisés à Nîmes avec une toile résistante, d'abord conçus pour les bergers cévenols et pour les marins génois, ensuite pour les colons de l'Ouest américain, chercheurs d'or et "cow-boys". D'où les termes « Jean (Gênes) Denim (De Nîmes)». Des métiers à tisser cette toile sont visibles au Musée du Vieux-Nîmes. Bientôt la production d'étoffes et du bas de soie s'exporte en Europe et aux Indes espagnoles. Les deux tiers de la population active de Nîmes sont employés dans le textile. La ville et le département s'enrichissent. Le Gard change.

### XIXesiècle
La capitale du département, cité manufacturière vouée au textile et place commerciale importante, devient de plus une plaque tournante ferroviaire essentielle lors de la mise en place du réseau de chemin de fer dans les années 1830-1840 le plus long alors en France.
Voilà qu'apparaissent de superbes hôtels particuliers dans les villes et villages, voilà que se dessine un renouveau urbain (notamment le monumental quartier de la gare). À Nîmes, par hasard, au siècle des Lumières, on redécouvre le sanctuaire romain de la Source. On en fait un grand projet d'urbanisme. L'industrie de la soie se reconvertit dans la confection de châles grâce aux premiers métiers Jacquard initiés par Turion, un ouvrier nîmois. Trente années de réussite fulgurante placent le Gard et Nîmes l'industrielle à un rang européen.

### FinXIXesiècle
Mais la concurrence lyonnaise est rude en cette deuxième moitié du XIXe siècle (maladie du ver à soie, du châtaignier, etc.). Très vite, avant de perdre de l'argent, on réinvestit les capitaux du textile dans le vignoble. Celui des Costières, dans la partie sud du département, connaît alors la prospérité. La culture de la vigne est facilitée par la construction du canal du Midi, le transport du vin par celle du chemin de fer, très développé dans le Gard dès la moitié du XIXe siècle (notamment grâce à l'industriel Paulin Talabot et à l'ingénieur Charles Dombre). Mais hélas, la crise du phylloxéra durant les années 1870 marque un coup d'arrêt terrible à cette nouvelle économie jusqu'ici florissante.
La gare centrale du Gard à Nîmes devient cependant le centre de transit du charbon cévenol vers Beaucaire, le Rhône et Marseille.
Il est à souligner que ce département a toujours été inspiré par de multiples cultures, ceci étant notamment dû à sa situation géographique exceptionnelle : la culture latine (notamment à mi-chemin entre l'Italie et l'Espagne), languedocienne, provençale, protestante, cévenole, camarguaise - et en particulier la tauromachie languedocienne et provençale présente depuis le XVe siècle comme l'attestent les archives. La corrida espagnole, quant à elle, ne fut importée qu'au milieu du XIXe siècle.

### XXesiècle
Le Gard se remodèle. Dans un élan délibéré, sa capitale, Nîmes, allie la pointe de l'art contemporain aux richesses du passé. Elle réhabilite ses quartiers anciens et s'étend vers le sud. Elle confie ses projets d'urbanisme et d'architecture aux plus grands créateurs internationaux : Norman Foster, Vittorio Gregotti, Kisho Kurokawa, Jean Nouvel, Martial Raysse, Philippe Starck, Jean-Michel Wilmotte…
Prouesse technique entre toutes, Finn Geipel et Nicolas Michelin offrent aux arènes nîmoises une couverture de toile gonflable, amovible aux beaux jours. Hiver comme été, Nîmes organise des spectacles dans les arènes.
Pour des raisons de coûts mais surtout de sécurité du bâtiment et des personnes, la bulle a été supprimée en 2005.
La viticulture y joue toujours un rôle important. La vie culturelle y est dense et de nombreux festivals ont lieu dans le département durant toute l'année.

### XXIesiècle
L'héliotropisme et l'arrivée en 2001 de la LGV Méditerranée, mettant le Gard à 2 h 52 de Paris, donnent un dynamisme nouveau au département et contribuent pour une bonne part à son important essor démographique et économique. Le tourisme est aujourd'hui une des toutes premières activités du Gard. C'est au sein du département qu'est né le label national « Tourisme et Handicap », qui promeut l'accessibilité dans 160 équipements touristiques gardois.
Au 1er janvier 2016 la région Languedoc-Roussillon, à laquelle appartenait le département, fusionne avec la région Midi-Pyrénées pour devenir la nouvelle région administrative Occitanie.

## Politique
- Liste des députés du Gard
- Liste des sénateurs du Gard

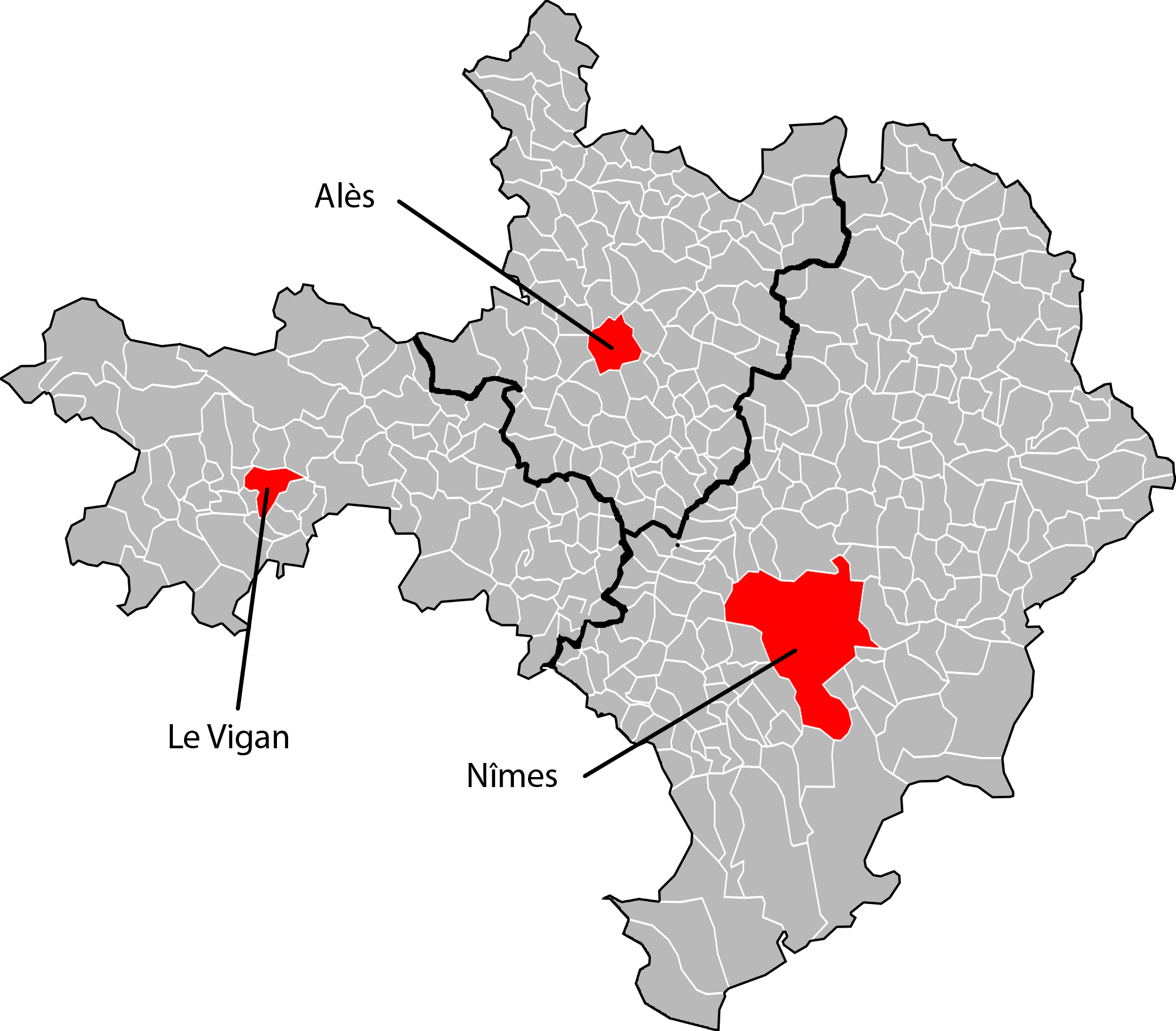
Les trois arrondissements du Gard.

- Liste des conseillers départementaux du Gard
- Liste des conseillers régionaux du Gard
- Liste des préfets du Gard
- Liste des communes du Gard
- Liste des anciennes communes du Gard

## Économie

### Agriculture
Le Gard présente une surface boisée de 244 750 hectares soit plus de 40 % de la surface du territoire et plus de 22 % de celle du Languedoc-Roussillon. Les surfaces non cultivées comme les landes ou garrigues représentent 102 013 ha soit plus de 17 % du département. Les surfaces agricoles utilisées représentent plus de 27 % du département avec 162 046 ha.
Les grandes cultures sont la vigne avec 55 400 ha soit 34 % des terres agricoles. Puis la culture des céréales avec 29 585 ha soit plus de 18 % de la surface agricole, les prairies artificielles avec 9 060 hectares soit 5,5 % des terres, la culture fruitière (y compris châtaignes) avec 8 419 ha soit 5,2 %, les jachères avec 4 232 ha soit 2,6 %, les légumes avec 4 528 ha soit moins de 3 %, les surfaces enherbées représentent 35 870 ha soit 22 % des terres agricoles utilisées.
Le cheptel bovin est à 15 226 têtes.
On compte 728 exploitations Bio soit 10,8 % des exploitations du département. La part dans la surface agricole utile est de 11,3 % avec 18 146 hectares, positionnant le Gard derrière l'Aude avec 23 705 ha.
La surface moyenne des exploitations est de 40 hectares contre 75 hectares au niveau national. Un millier d'exploitation sont biologiques en 2020.

### Industrie
En 2010 l'industrie emploie 25 639 salariés.

### Entreprises et commerces
Le Gard accueille des entreprises d'envergure nationale, dont Eminence et Royal Canin (leurs sièges sociaux sont situés à Aimargues). Le Gard accueille également le Groupe Capelle à Vézénobres, la franchise d'hôtellerie de plein air Yelloh! Village à Aigues-Mortes, Bastide le Confort Médical à Caissargues et la marque d'eau minérale gazeuse Perrier à Vergèze.

### Transports

#### Routes et autoroutes
- A9 : Orange direction Nîmes puis direction Montpellier qui permet de relier Toulouse, Perpignan…
- A54 : Nîmes puis Arles puis direction Marseille qui permet de relier Toulon, Nice…
- N 106 : Nîmes direction Alès puis direction Florac qui permet de relier A75 et Mende
- N 113 : Nîmes direction Lunel (Hérault) puis direction Vendargues qui permet de relier Montpellier
- N 100 : Remoulins puis Les Angles qui permet de relier Avignon
- N 580 : Bagnols-sur-Cèze puis Laudun-l'Ardoise qui permet de relier A9
- N 86 : Bagnols-sur-Cèze puis Pont-Saint-Esprit qui permet de relier Bollène, A7, N7, Montélimar
- D 6 : Alès puis Bagnols-sur-Cèze qui permet de relier Pont-Saint-Esprit, A7, Montélimar, Valence, Lyon…
- D 6110 : Alès puis Sommières qui permet de relier Montpellier
- D 981 : Alès puis Uzès qui permet de relier Avignon
- D 904 : Alès puis Saint-Ambroix qui permet de relier Aubenas
- D 999 : Nîmes puis Quissac qui permet de relier Sauve, Saint-Hippolyte-du-Fort, Le Vigan, Lodève…
- D 6113 : Nîmes puis Bellegarde qui permet de relier Arles, Salon-de-Provence, Marseille…
- D 999 : Nîmes puis Beaucaire qui permet de relier Tarascon, Cavaillon…
- D 6086 : Nîmes puis Remoulins qui permet de relier Bagnols-sur-Cèze, Avignon, Roquemaure…
- D 6580 : Les Angles, Pujaut qui permet de relier A9
- D 6572 : Aimargues puis Vauvert puis Saint-Gilles qui permet de relier Arles, Salon-de-Provence…
- D 979 : Aimargues puis Saint-Laurent-d'Aigouze qui permet de relier Aigues-Mortes, La Grande-Motte, Le Grau-du-Roi
- Périphérique de Nîmes : N 106 et N 113 : 16 km
- Rocade d'Alès : D 60 : 10 km
- Rocade de Beaucaire : D 90 : 8 km

#### Chemins de fer
Plusieurs lignes de chemin de fer traversent le département :
- Le Cévenol
- Ligne de Tarascon à Sète-Ville.
- Ligne Nîmes - Le Grau-du-Roi.

Beaucoup de lignes ne sont plus en service dans le département.

### Revenus et fiscalité
Les revenus disponibles moyens sont de 26 669 €, il est de 28 283 € pour une commune rurale, et de 26 327 € pour une commune urbaine. Le niveau de vie médian moyen est de 17 852 €, dans une commune rurale celui-ci atteint 18 261 € tandis qu'il est de 17 752 € dans une commune urbaine. le salaire moyen horaire 12,4 €, il est de 9 € pour les ouvriers non qualifiés, de 10,7 € pour les ouvriers qualifiés, de 9,6 € pour les employés, de 14 € pour les professions intermédiaires, de 21,8 € pour les cadres.
L'intensité de pauvreté est de 22, le niveau de vie moyen des personnes sous le seuil de pauvreté est de 9 024 €. Les familles monoparentales sont les plus touchées avec un taux de pauvreté de 40,9 %, la moyenne nationale étant de 31,5 %, celle du Languedoc-Roussillon 39,9 %. Les tranches d'âges les plus exposées sont celles en dessous de 30 ans avec un taux de 27,9%.

### Emplois
Les actifs ayant un emploi sont 58,2 %, le taux de chômage est de 14 % de la population active. Les secteurs du commerce, transport et services représentent 42 % des emplois, l'administration publique, la santé, l'enseignement représentent 33 %, l'industrie 11 %, la construction 8 %, l'agriculture un peu plus de 3 %.

## Démographie
Les habitants du Gard sont les Gardois.

### Évolution démographique
En 2022, le département comptait 764 010 habitants, en évolution de +2,97 % par rapport à 2016 (France hors Mayotte : +2,11 %).
| 1791    | 1801    | 1806    | 1821    | 1826    | 1831    | 1836    | 1841    | 1846    |
| ------- | ------- | ------- | ------- | ------- | ------- | ------- | ------- | ------- |
| 313 464 | 300 144 | 322 144 | 334 164 | 347 550 | 357 283 | 366 259 | 376 062 | 400 381 |

| 1851    | 1856    | 1861    | 1866    | 1872    | 1876    | 1881    | 1886    | 1891    |
| ------- | ------- | ------- | ------- | ------- | ------- | ------- | ------- | ------- |
| 408 163 | 419 697 | 422 107 | 429 747 | 420 131 | 423 804 | 415 629 | 417 099 | 419 388 |

| 1896    | 1901    | 1906    | 1911    | 1921    | 1926    | 1931    | 1936    | 1946    |
| ------- | ------- | ------- | ------- | ------- | ------- | ------- | ------- | ------- |
| 416 036 | 420 836 | 421 166 | 413 458 | 396 169 | 402 601 | 406 815 | 395 299 | 380 837 |

| 1954    | 1962    | 1968    | 1975    | 1982    | 1990    | 1999    | 2006    | 2011    |
| ------- | ------- | ------- | ------- | ------- | ------- | ------- | ------- | ------- |
| 396 742 | 435 107 | 478 544 | 494 575 | 530 478 | 585 049 | 623 125 | 683 169 | 718 357 |

| 2016    | 2021    | 2022    | - | - | - | - | - | - |
| ------- | ------- | ------- | - | - | - | - | - | - |
| 742 006 | 756 543 | 764 010 | - | - | - | - | - | - |

### Communes les plus peuplées
| Nom                    | Code Insee | Intercommunalité             | Superficie (km2) | Population (dernière pop. légale) | Densité (hab./km2) | Modifier                                    |
| ---------------------- | ---------- | ---------------------------- | ---------------- | --------------------------------- | ------------------ | ------------------------------------------- |
| Nîmes                  | 30189      | CA Nîmes Métropole           | 161,85           | 150 444 (2022)                    | 930                | modifier les données · modifier les données |
| Alès                   | 30007      | CA Alès Agglomération        | 23,16            | 45 025 (2022)                     | 1 944              | modifier les données · modifier les données |
| Bagnols-sur-Cèze       | 30028      | CA du Gard rhodanien         | 31,37            | 18 124 (2022)                     | 578                | modifier les données · modifier les données |
| Beaucaire              | 30032      | CC Beaucaire Terre d'Argence | 86,52            | 15 695 (2022)                     | 181                | modifier les données · modifier les données |
| Saint-Gilles           | 30258      | CA Nîmes Métropole           | 153,73           | 14 427 (2022)                     | 94                 | modifier les données · modifier les données |
| Villeneuve-lès-Avignon | 30351      | CA Grand Avignon             | 18,27            | 12 950 (2022)                     | 709                | modifier les données · modifier les données |
| Vauvert                | 30341      | CC de Petite Camargue        | 109,86           | 11 772 (2022)                     | 107                | modifier les données · modifier les données |
| Pont-Saint-Esprit      | 30202      | CA du Gard rhodanien         | 18,49            | 10 759 (2022)                     | 582                | modifier les données · modifier les données |
| Aigues-Mortes          | 30003      | CC Terre de Camargue         | 57,78            | 8 707 (2022)                      | 151                | modifier les données · modifier les données |
| Les Angles             | 30011      | CA Grand Avignon             | 17,64            | 8 694 (2022)                      | 493                | modifier les données · modifier les données |
| Le Grau-du-Roi         | 30133      | CC Terre de Camargue         | 54,73            | 8 513 (2022)                      | 156                | modifier les données · modifier les données |
| Marguerittes           | 30156      | CA Nîmes Métropole           | 25,29            | 8 370 (2022)                      | 331                | modifier les données · modifier les données |
| Uzès                   | 30334      | CC Pays d'Uzès               | 25,41            | 8 360 (2022)                      | 329                | modifier les données · modifier les données |
| Rochefort-du-Gard      | 30217      | CA Grand Avignon             | 34,03            | 8 067 (2022)                      | 237                | modifier les données · modifier les données |
| Bellegarde             | 30034      | CC Beaucaire Terre d'Argence | 44,96            | 7 929 (2022)                      | 176                | modifier les données · modifier les données |

## Tourisme

### Les résidences secondaires
Selon le recensement général de la population du 1er janvier 2008, 12,9 % des logements disponibles dans le département étaient des résidences secondaires.
Ce tableau indique les principales communes du Gard dont les résidences secondaires et occasionnelles dépassent 10 % des logements totaux en 2008.
| Ville                      | Population municipale | Nombre de logements | Résidences secondaires | % résidences secondaires |
| -------------------------- | --------------------- | ------------------- | ---------------------- | ------------------------ |
| Le Grau-du-Roi             | 8 110                 | 22 498              | 18 238                 | 81,06 %                  |
| Dourbies                   | 186                   | 477                 | 373                    | 78,20 %                  |
| Méjannes-le-Clap           | 448                   | 982                 | 749                    | 76,28 %                  |
| Saint-Sauveur-Camprieu     | 268                   | 565                 | 407                    | 72,05 %                  |
| Valleraugue                | 1 073                 | 1 322               | 779                    | 58,91 %                  |
| Lanuéjols                  | 325                   | 444                 | 251                    | 56,58 %                  |
| Saint-André-de-Valborgne   | 456                   | 569                 | 311                    | 54,66 %                  |
| Mialet                     | 563                   | 640                 | 344                    | 53,83 %                  |
| Notre-Dame-de-la-Rouvière  | 418                   | 381                 | 201                    | 52,71 %                  |
| Génolhac                   | 902                   | 822                 | 324                    | 39,38 %                  |
| Saint-André-de-Majencoules | 581                   | 538                 | 208                    | 38,59 %                  |
| Lasalle                    | 1 063                 | 950                 | 348                    | 36,60 %                  |
| Allègre-les-Fumades        | 756                   | 606                 | 220                    | 36,30 %                  |
| Sumène                     | 1 555                 | 1 112               | 333                    | 29,95 %                  |
| Sauve                      | 1 879                 | 1 271               | 293                    | 23,03 %                  |
| Anduze                     | 3 289                 | 2 206               | 433                    | 19,65 %                  |
| Saint-Jean-du-Gard         | 2 671                 | 1 697               | 278                    | 16,37 %                  |
| Aigues-Mortes              | 7 891                 | 4 383               | 699                    | 15,95 %                  |
| Uzès                       | 8 213                 | 4 893               | 593                    | 12,12 %                  |
| Le Vigan                   | 3 964                 | 2 608               | 282                    | 10,81 %                  |
| Bessèges                   | 3 233                 | 2 134               | 225                    | 10,57 %                  |

- Source INSEE, chiffres au 01/01/2008.